# 侏羅紀世界：重生
《侏羅紀世界：重生》（英語：Jurassic World Rebirth）是一部2025年美國科幻驚悚片，《侏羅紀公園系列》第七部電影，2022年電影《侏羅紀世界：統霸天下》的續集，由蓋瑞斯·愛德華執導，大衛·柯普編劇，主演陣容包括史嘉蕾·喬韓森、馬赫夏拉·阿里、喬納森·拜利、魯伯特·佛列德、馬奴·賈西亞-魯爾福及艾德·斯克林。電影講述一支探險隊勇敢地前往偏遠的赤道地區，意圖從三種巨大的史前生物身上提取DNA，但一場意外導致他們身陷險境。
《侏羅紀世界：重生》由環球影業排定2025年7月2日於美國上映。

## 剧情
2008年(17年前)，国际遗传公司（InGen）于大西洋的圣胡伯特岛（Île Saint-Hubert）设有一座恐龙研究实验室。该设施用于进行基因实验，包括培育转基因及变异恐龙。其中一只名为“畸暴龍”（Distortus rex）的造物——一只畸形的六足暴龙——因人為意外逃出收容设施，在杀害一名员工并造成重大破坏后，最终迫使全体人员撤离该岛。聖胡伯特島從此全面荒廢...
至2025年，因2018年至2022年间恐龙在全球范围内的扩散，地球大部分地区的气候已变得不适宜这些“已灭绝”生物的生存。幸存的恐龙仅分布于赤道附近区域，因其气候环境与中生代相似，这些地区亦被划为旅行禁区。
制药公司帕克基因（ParkerGenix）的高管马丁·克雷布斯（Martin Krebs）招募了前军事秘密行动人员佐拉·班尼特（Zora Bennett），与古生物学家亨利·卢米斯博士（Dr. Henry Loomis）合作执行一项秘密任务。该任务旨在获取三种现存最大史前生物的生物材料样本，以研发一种新型心脏病治疗药物。在苏里南，佐拉招募了其旧识邓肯·金凯德（Duncan Kincaid）担任探险队长，团队成员包括船长勒克莱尔（LeClerc）、雇佣兵妮娜（Nina）及安保负责人鲍比·阿特沃特（Bobby Atwater）。
探险队前往圣胡伯特岛，计划分别从水生的沧龙、陆生的泰坦龙和飞行的风神翼龙身上提取样本。与此同时，鲁本·德尔加多（Reuben Delgado）与女儿伊莎贝拉（Isabella）和即将升入大学的特蕾莎（Teresa）正于附近航行，同行的还有特蕾莎的男友萨维尔·多布斯（Xavier Dobbs），鲁本对此人感到厌烦。德尔加多一家的船只被一只沧龙袭击而遭遇船难，他们通过无线电发出求救信号，并被探险队救起。
队伍遭遇沧龙并成功提取样本，但该生物随后带领一群棘龙返回并攻击船只，导致鲍比死亡。特蕾莎试图使用无线电求救，但马丁为保护任务机密而阻止特蕾莎，致其坠海。萨维尔、鲁本和伊莎贝拉相继跳海营救，从而与探险队分离。船只被沧龙推至搁浅，妮娜在岸上被一只棘龙杀害。佐拉告知幸存者，她已安排一架救援直升机在24小时内抵达岛屿上空。
探险队在一片高草田野中发现泰坦龙群，并顺利提取了第二份样本。由于风神翼龙是大型肉食性动物，为规避风险，队伍决定从其巢穴中的一枚蛋获取最后一份样本。佐拉、亨利和勒克莱尔通过绳索下降至悬崖一侧古神庙内的巢穴。一只成年的风神翼龙返回并吞食了勒克莱尔，但佐拉与亨利携样本成功逃脱。
在岛屿另一处，鲁本因萨维尔的救援行为而对其改观。萨维尔遭一只迅猛龙攻击但幸存，该迅猛龙随即被一只名为“突異龍”（Mutadon）的迅猛龙与翼龙混合变异体捕食。德尔加多一家在寻找国际遗传公司研究中心途中，遭遇多种恐龙，伊莎贝拉收养了一只小角龙并为其取名多洛雷斯。他们找到一艘木筏，在经历一次霸王龙的攻击后沿河而下。
在研究中心，两组人员汇合。特蕾莎认出马丁后，马丁持枪胁迫众人，窃取样本后驾驶一辆全地形车（UTV）独自逃往直升机停机坪。此时，一群“突变don”来袭，幸存者们通过地下隧道逃生。
救援直升机抵达，但被畸暴龍摧毁，马丁亦被其吞食。幸存者抵达隧道尽头的一扇锁住的大门，门外停靠着一艘船。身材娇小的伊莎贝拉穿过门隙打开了门锁，众人登船，同时邓肯使用信号弹引开畸暴龍。
最终，佐拉、亨利、鲁本、特蕾莎、萨维尔和伊莎贝拉坐著橡皮艇，成功逃脱。邓肯也摆脱了畸暴龍的追击并与团队会合。持有样本的佐拉与亨利决定将新药物的配方开源，放弃专利，以供全球使用并開放給大眾。

## 演員
- 史嘉蕾·喬韓森飾演佐拉·班奈特：隱蔽行動專家。
- 馬赫夏拉·阿里飾演鄧肯·金凱德：專業走私客，擔任此任務的隊長。
- 喬納森·拜利飾演亨利·盧米斯博士：古生物學家。
- 魯伯特·佛列德飾演馬丁·克雷布斯：製藥公司代表。
- 馬奴·賈西亞-魯爾福飾演魯本·德加多
- 露娜·布蕾絲（英语：Luna Blaise）飾演泰瑞莎·戴加多（Teresa Delgado）
- 大衛·雅克諾（英语：David Iacono）飾演澤維爾·多布斯
- 奧德琳娜·米蘭達（Audrina Miranda）飾演伊莎貝拉·戴加多（Isabella Delgado）
- 菲莉萍·維芝（Philippine Velge）飾演妮娜
- 貝奇爾·西爾萬（Bechir Sylvain）飾演勒克萊爾（Leclerc）
- 艾德·斯克林飾演亞特沃（Atwater）

## 製作

### 發展
據製片人法蘭克·馬歇爾稱，《侏羅紀世界：統霸天下》（2022年）的劇情將標誌著「新時代的開始」，人類必須與恐龍共存。導演兼編劇柯林·崔佛洛花了九年時間製作《侏羅紀世界三部曲》。2022年5月，崔佛洛表示除了可能擔任製作顧問外，很大機會不會回歸執導其他《侏羅紀世界》系列電影。
2024年1月，環球影業宣布正在開發一部新的《侏羅紀世界》電影，並由大衛·柯普編劇，此前他曾擔任《侏羅紀公園》及其續集《侏羅紀公園：失落的世界》的編劇。與其他《侏羅紀世界》電影一樣，該片將由馬歇爾的電影公司甘迺迪/馬歇爾公司製作，而史蒂芬·史匹柏將擔任執行製片人。據報導，電影將開啟一個具有全新故事情節的「新侏羅紀時代」，《侏羅紀公園》和《侏羅紀世界》兩代演員班底克里斯·普瑞特、布萊絲·達拉斯·霍華、山姆·尼爾、蘿拉·鄧恩以及傑夫·高布倫預計不會回歸。
2024年2月初，大衛·雷奇曾經就執導電影進行短暫的談判，但最終因創意分歧而退出。2月中，確認由蓋瑞斯·愛德華執導。據了解，史匹柏喜歡愛德華執導的2014年電影《哥吉拉》，而愛德華本人也是《侏羅紀公園》系列的粉絲。

### 選角
2024年3月，史嘉蕾·喬韓森參演。5月，喬納森·拜利、馬奴·賈西亞-魯爾福、魯伯特·佛列德、馬赫夏拉·阿里和露娜·布蕾絲參演。6月，大衛·雅克諾參演。

### 拍攝
該片於2024年6月13日於泰國展開主要攝影。拍攝也將於2024年7月至9月在卡爾卡拉的馬爾他電影製片廠（Malta Film Studios）進行，然後移至倫敦和埃爾斯特里天空製片廠繼續拍攝。預計拍攝將於2024年10月18日殺青。約翰·馬西森將擔任電影攝影師。

## 發行
《侏羅紀世界：重生》由環球影業排定2025年7月2日於美國上映。

## 迴響

### 評價
爛番茄根據385條評論，本片獲得51%的新鮮度。在Metacritic上，本片獲得50分。

### 票房
| 上一届： 《F1電影》                 | 2025年美國週末票房冠軍 第27週        | 下一届： 《超人》       |
| 上一届： 《F1電影》                 | 2025年台北週末票房冠軍 第27週        | 下一届： 《F1電影》     |
| 上一届： 《F1電影》                 | 2025年韩国周末票房冠军 第27-28週     | 下一届： 《F1電影》     |
| 上一届： 《名偵探柯南：獨眼的殘像》 | 2025年中国内地一周票房冠军 第25-26週 | 下一届： 《長安的荔枝》 |

## 外部連結
- 互联网电影数据库（IMDb）上《侏羅紀世界：重生》的资料（英文）
- Box Office Mojo上《侏羅紀世界：重生》的资料（英文）
- 爛番茄上《侏羅紀世界：重生》的資料（英文）
- Metacritic上《侏羅紀世界：重生》的資料（英文）
- AllMovie上《侏羅紀世界：重生》的资料（英文）
- 開眼電影網上《侏羅紀世界：重生》的資料（繁體中文）
- 豆瓣电影上《侏羅紀世界：重生》的資料 （简体中文）
- 时光网上《侏羅紀世界：重生》的資料（简体中文）